# Gedichte in Terzinen
Die Gedichte in Terzinen sind eine Gruppe von vier Gedichten von Hugo von Hofmannsthal aus dem Sommer 1894, irrtümlicherweise oft nach dem Titel eines dieser Gedichte „Über Vergänglichkeit“ benannt.

## Entstehung
Die Entstehung der vier Terzinengedichte „Über Vergänglichkeit“, „Die Stunden! wo wir auf das helle Blauen…“, „Wir sind aus solchem Zeug wie das zu Träumen…“ und „Zuweilen kommen niegeliebte Frauen…“ ist eng verbunden mit den Personen Josephine von Wertheimstein und deren Nichten Marie und Nelly von Gomperz. Die Bekanntschaft und nachfolgende Freundschaft mit diesen Frauen erfolgte nach Einführung Hofmannsthals durch Felix von Oppenheimer in den Salon der Sophie von Todesco (geb. Gomperz) im Frühjahr 1892.
Im Juli 1892 erhielt Hofmannsthal Briefe von Marie, in welchen sie Eindrücke über ein bei Pflegeeltern untergebrachtes Mädchen beschreibt. Ein Jahr später berichtete sie ihm ebenfalls brieflich über den Tod des Mädchens, wiederum in Metaphern und bildlichen Beschreibungen dessen Anblick schildernd.
Zunächst flossen die Berichte über das Mädchen Addah in Skizzen für ein Prosagedicht „die kleine Annerl“, erfuhren dann im Juli 1893 eine Umwandlung in Skizzen für eine Erzählung „Geschichte der kleinen Anna“ und mündeten schließlich am 30. Juli 1894 in den Entwurf und die Reinschrift der Terzinen „Die Stunden! wo wir auf das helle Blauen…“.
Drei Tage vorher, am 27. Juli 1894, kam das Terzinengedicht „Wir sind aus solchem Zeug, wie das zu Träumen…“ zur Reinschrift. Diese Zeile, zugleich von Hofmannsthal als Motto für das Gedicht notiert, entstammt Shakespeares Theaterstück "The Tempest". Dort ist es Prospero, der die Worte "We are such stuff / As dreams are made on…" im vierten Aufzug zu sagen hat. Weiterhin ist für den Entstehungsprozess von „Wir sind aus solchem Zeug…“ aus den bereits erwähnten Briefen von Marie eine Passage aus dem vom 19. Juli 1893 bemerkenswert: „(…) am 5.d.M. starb sie, (…) drei Tage früher noch besuchte sie Nelly bei den Leuten, wo sie wohnte, sie saß feiertäglich gekleidet im kleinen Gemüsegarten auf einer Bank unter einem kleinen, reichbeladenen Kirschbaum, (…) soll unsagbar schön ausgesehen haben. Nelly wünschte sich einen wirklichen, großen Künstler herbei, um diesen Eindruck festzuhalten.“
Hofmannsthal notiert für sich: „Der Tod der kleinen Addah in Marie's Brief: frierend, mit verklärten fiebernden Augen im weissen Firmungskleid unter dem früchtebeladenen Kirschenbaum; »so müsste man die Heiligen malen«“ und „Die kleine Addah. Grasbegiessen mit Liebeshingebung kleiner Garten, Lebenssaft aus ihr entfliehend steigt den Kirschbaum aufwärts“. Von einer weiteren Inspirationsquelle erfahren wir durch Aufzeichnungen Hofmannsthals vom März 1894, in denen er Gedanken als Folge der Einwirkung von Klingerschen Radierungen festhält: „(…) durch uns hindurch webt das Sein sein ungeheures Gewebe (…) Der chinesische Glockenbaum (Siesta von Klinger) Symbol für Gottweisswas, wirkt in meiner Seele wie die Geisterhand im versperrten Zimmer (…)“.
Ebenfalls aus diesem Zeitraum existiert ein Blatt mit Aufzeichnungen, die (neben weiteren Notizen zu „Wir sind aus solchem Zeug…“) als Prosakonzept dem Terzinengedicht „Zuweilen kommen niegeliebte Frauen…“ zugeordnet werden.
Ende April 1894 notierte Hofmannsthal: „I Abendliche Ebene braucht murmelndes blinkendes Wasser: II Herz braucht eine Frau: III Liebe braucht (…) ideale Träume I, II, III, ineinander eingeschachtelte Zustände“. Der Prosaentwurf zu den ersten beiden Versen dieses Gedichts wurde kurz vorher auf einem Notizblatt festgehalten: „(…) Michi die nicht Geliebte, die im Traum als kleines Mädchen zurückkommt, unsäglich reizend“. (Bei Michi handelt es sich um die Schwester einer Jugendfreundin Hofmannsthals.) Das Datum der Reinschrift ist der 25. Juli 1894. Sozusagen eine nachträgliche Erklärung dieses Konzepts für dem dichterischen Prozess Außenstehende gibt Hofmannsthal knapp zwei Wochen nach Fertigstellung der Gruppe der Terzinen: „(…) reflectierende Terzinen mit so einer Abendbeleuchtung (spiegelnde Weiher, schwarze Bäume) wie's jetzt alle Leute malen“.
Der 25. Juli 1894 gilt auch als Reinschrift-Datum für „Über Vergänglichkeit“. „52 Terzinen ist alles, was ich in der Fusch gemacht habe“, schrieb Hofmannsthal Anfang August an Hermann Bahr. [Die Summe aller Verse dieser vier Gedichte ist 52.] Nach Bad Fusch fuhr Hofmannsthal am 14. Juli, nachdem er am selben Tag noch in Döbling der Villa Wertheimstein einen Besuch abstattete. Josephine von Wertheimstein lag zu dieser Zeit bereits im Sterben; mit ihr verband ihn eine zweijährige innige Freundschaft. In den Wochen vor ihrem Tod verbrachte er viele Tage in Döbling, ging dort während der Ruhepausen der inzwischen Erkrankten seinen schriftstellerischen Tätigkeiten nach und bereitete sich gleichzeitig auf eine Studienprüfung vor. Am 12. Juli hatte er sie das letzte Mal gesehen. Aus den Tagen nach der telegrafischen Todesnachricht vom 16. Juli bezeugen Briefe Hofmannsthals die Bedeutung dieser Freundschaft, wie z. B.: „In dieser langen Pause liegt für mich die schwere Krankheit und der Tod einer alten Frau, eines wunderbaren und schönen und seltenen Wesens, an dem ich einen meiner nächsten, wenigen Freunde verloren habe, und vieles traurige und doch fast berauschende Nachdenken und zunehmende Begreifen der Wunderbarkeit von unser aller Dasein.“
Die zeitlich erst ein paar Tage zurückliegende physische Existenz mündet in die Zeile „Noch spür ich ihren Atem auf den Wangen…“; dieses Terzinengedicht überschrieb Hofmannsthal mit „Über Vergänglichkeit“. Die folgende Prosanotiz mag auch diesem Gedicht zugeordnet werden: „Wir sind mit unserm Ich von VOR-10-Jahren nicht näher unmittelbarer e i n s als mit dem L e i b unserer Mutter. ewige p h y s i s c h e Continuität. den Gedanken scharf fassen: wir sind eins mit allem was ist und was je war, kein Nebending, von n i c h t s ausgeschlossen.“

## Erstes Erscheinungsdatum
Hofmannsthal kündigte gegenüber Hermann Bahr am 8. August 1894 brieflich die Erscheinung dieser vier Gedichte an: „52 Terzinen ist alles, was ich in der Fusch gemacht habe, die werden im nächsten Musenalmanach stehen.“
Dieses Vorhaben konnte nicht realisiert werden. Die drei Terzinengedichte „Die Stunden! wo wir auf das helle Blauen…“, „Zuweilen kommen niegeliebte Frauen…“ und „Wir sind aus solchem Zeug wie das zu Träumen…“ erschienen im Heft zwei der Zeitschrift „Pan“ unter dem Pseudonym Loris und mit der Überschrift Terzinen.
Vor dem Erscheinen im Druck hatte Hofmannsthal diese Gedichte am 26. September 1894 bei Arthur Schnitzler selbst vorgelesen.
„Über Vergänglichkeit“ erschien im März 1896 in der Zeitschrift „Blätter für die Kunst“.

## Formale Bestandteile
Obwohl jedes dieser vier Gedichte in Terzinen auch für sich alleine stehen kann, bergen sie als Gruppe (über den entstehungsgeschichtlichen Zusammenhang hinaus) formale Zusammenhänge, die dazu herausfordern, sie von der Gruppe ausgehend zu betrachten.
Hofmannsthal selber konstatiert einen in der Dichtung bekannten und definierten Begriff (Terzinen) und einen mathematischen Begriff (die Zahl 52).

### Mathematisches Gerüst
Die Zahl 52 ist die Gesamtsumme der Verse dieser 4 Gedichte. (Dass er selbst die Zahl genannt hat, zeigt, dass die Anzahl der Verse für ihn von Interesse war.)
52 (Anzahl der Verse) : 4 (Anzahl der Gedichte) = 13
Zwei der Gedichte bestehen aus jeweils 13 Versen, eines aus 10 ( = 13 - 3 ) und eines aus 16 ( = 13 + 3 ).
Die Zahl 52 ist in der Primfaktorzerlegung 2 × 2 × 13.
Es gibt nur zwei Möglichkeiten, jeweils zwei Zahlen zu einer Zahl zusammenzufassen:
a) 2 × 2 = 4		⇒ ( 2 × 2 ) × 13 = 4 × 13 = 52
b) 2 × 13 = 26		⇒ 2 × ( 2 × 13 ) = 2 × 26 = 52
Die Zahl 26 entspricht der Anzahl der Buchstaben unseres Alphabets. Die Zahl 13 mit ihrer eigenen Quersumme multipliziert ergibt 52.
Die Aussagekraft der in diesen vier Gedichten in Terzinen enthaltenen Zahlenverhältnisse führt zu dem Ergebnis, dass dieser Gruppe von Gedichten ein mathematisches Gerüst als formaler Bestandteil zu eigen ist. Dies wird zusätzlich erhärtet durch die Tatsache, dass die Summe aller Silben der vier Gedichte zusammengenommen 551 ist, deren Quersumme wiederum die Zahl 11 ist ( siehe Reimschema, struktureller Aufbau und Kadenzierung).

### Reimschema, struktureller Aufbau und Kadenzierung
Dem in der deutschsprachigen Dichtung verwendeten Begriff Terzinen liegt das italienische Original Terzarima zugrunde, ein Reimschema, dessen Verse jeweils aus 11 Silben bestehen, auf jambischen Versfüßen basierend und metrisch einen jambischen Fünfheber ergebend. Das verwendete Reimschema [aba bcb cdc …] ergibt eine dreigliedrige Strophenform, die in sich ein mathematisches Verhältnis von geradzahlig zu ungeradzahlig birgt.
Zur Zeit der Entstehung der vier Terzinengedichte war die bloße Adaption der italienischen Vorbilder Dante und Petrarca längst Geschichte (→ Endecasillabo) und die Terzinen-Dichtung aufgrund sprachstruktureller Eigenheiten durch das Konstruktionsmittel der 10-silbigen Verse erweitert worden; alternierende Verwendung von 10- und 11-silbigen Reimen war bereits Tradition.
Zwei der Gedichte (die beiden mit einer geradzahligen Versanzahl) stehen in jeweils einer der beiden traditionellen Terzinenformen: reine 11-Silbigkeit bzw. abwechselnd 11- und 10-silbig. Die beiden 13-zeiligen Gedichte hingegen sind freier gestaltet: „Wir sind aus solchem Zeug…“ weist das Reimschema aba, bcb, cdc etc. durchgängig auf, die Kadenzierung, die im Prinzip alternierend verläuft, bricht mit diesem Prinzip in der zweiten Strophe (deren Verse alle 10 Silben enthalten): danach wird der Wechsel wieder aufgenommen.
„Über Vergänglichkeit“ enthält eine Strophe reiner 11-Silbigkeit, danach eine Wechselkadenzierung und wird fortgesetzt in reiner 10-Silbigkeit. Hier wird mit der Tradition gebrochen: zwar weisen die äußeren Verse jeder Strophe einen Reim auf, die Methode, in der mittleren Zeile den Reim für die äußeren der folgenden Strophe anzuschlagen, wird nicht angewandt. Betrachtet man jedoch – beginnend mit der zwölften Zeile – „Über Vergänglichkeit“ von hinten nach vorn, lässt sich das Reimschema drei Strophen lang beobachten ( Zeile 11 ≙ Zeile 9 ≙ Zeile 7; Zeile 8 ≙ Zeile 6 ≙ Zeile 4).
Nur das Verhältnis von erster und zweiter Strophe entzieht sich vollständig dem tradierten Terzinen-Schema: Zeile 2 reimt sich auf Zeile 5 und deutet dadurch (in Strophengliederung und Reim) eine echte dreiteilige Periodik an.
Alle vier Gedichte haben auch eine allein stehende abgesetzte Schlusszeile: während die übrigen drei Gedichte dem Terzinen-Reimschema …yzy z folgen, bricht „Über Vergänglichkeit“ auch hierin und verwendet …yzy y.
Zu bemerken ist noch, dass ein einziger Vers dieser vier Gedichte elf Silben hat und gleichzeitig auf der letzten Silbe betont ist (die Schlusszeile des 10-zeiligen Gedichts).

## Die Texte

### Über Vergänglichkeit
Noch spür ich ihren Atem auf den Wangen:

Wie kann das sein, daß diese nahen Tage

Fort sind, für immer fort, und ganz vergangen?
Dies ist ein Ding, das keiner voll aussinnt,

Und viel zu grauenvoll, als daß man klage:

Daß alles gleitet und vorüberrinnt.
Und daß mein eignes Ich, durch nichts gehemmt,

Herüberglitt aus einem kleinen Kind,

Mir wie ein Hund unheimlich stumm und fremd.
Dann: daß ich auch vor hundert Jahren war

Und meine Ahnen, die im Totenhemd,

Mit mir verwandt sind wie mein eignes Haar,
So eins mit mir als wie mein eignes Haar.

### Die Stunden! wo wir auf das helle Blauen…
Die Stunden! wo wir auf das helle Blauen

Des Meeres starren und den Tod verstehn

So leicht und feierlich und ohne Grauen,
Wie kleine Mädchen, die sehr blass aussehn,

Mit grossen Augen, und die immer frieren,

An einem Abend stumm vor sich hinsehn
Und wissen, dass das Leben jetzt aus ihren

Schlaftrunk'nen Gliedern still hinüberfliesst

in Bäum' und Gras, und sich matt lächelnd zieren,
Wie eine Heilige die ihr Blut vergiesst.

### Wir sind aus solchem Zeug…
Wir sind aus solchem Zeug wie das zu Träumen,

Und Träume schlagen so die Augen auf,

Wie kleine Kinder unter Kirschenbäumen,
Aus deren Krone den blassgoldnen Lauf

Der Vollmond anhebt durch die grosse Nacht.

...Nicht anders tauchen unsre Träume auf.
Sind da und leben, wie ein Kind, das lacht,

Nicht minder gross im Auf- und Niederschweben

Als Vollmond, aus Baumkronen aufgewacht.
Das Innerste ist offen ihrem Weben,

Wie Geisterhände im versperrten Raum 

Sind sie in uns und haben immer Leben.
Und drei sind eins: ein Mensch, ein Ding, ein Traum.

### Zuweilen kommen niegeliebte Frauen…
Zuweilen kommen niegeliebte Frauen

Im Traum als kleine Mädchen uns entgegen

Und sind unsäglich rührend anzuschauen,
Als wären sie mit uns auf fernen Wegen

Einmal an einem Abend lang gegangen,

Indess die Wipfel athmend sich bewegen,
Und Duft herunterfällt und Nacht und Bangen,

Und längs des Weges, unsres Wegs, des dunkeln,

Im Abendschein die stummen Weiher prangen,
Und, Spiegel unsrer Sehnsucht, traumhaft funkeln,

Und allen leisen Worten, allem Schweben

Der Abendluft und erstem Sternefunkeln
Die Seelen schwesterlich und tief erbeben

Und traurig sind und voll Triumphgepränge

Vor tiefer Ahnung, die das grosse Leben
Begreift und seine Herrlichkeit und Strenge.

## Weiterführende Literatur
- Hugo von Hofmannsthal. Briefe 1890-1901, Berlin 1935
- Hugo von Hofmannsthal – Leopold von Andrian, Briefwechsel. Hrsg. von Walter H. Perl, Frankfurt a. M. 1968
- Hugo von Hofmannsthal – Edgar Karg von Bebenburg, Briefwechsel. Hrsg. von Mary E. Gilbert, Frankfurt a. M. 1966
- Hugo von Hofmannsthal – Richard Beer-Hofmann, Briefwechsel. Hrsg. von Eugene Weber, Frankfurt a. M. 1972
- Erwin Arndt: Deutsche Verslehre. Ein Abriss. 12., durchgesehene Auflage, Berlin 1990
- Christian Wagenknecht: Deutsche Metrik. Eine historische Einführung. 5. erweiterte Auflage, C. H. Beck, München 2007, ISBN 3406557317